# Nakagawa So
So Nakagawa (sinh ngày 1 tháng 6 năm 1999) là một cầu thủ bóng đá người Nhật Bản.

## Sự nghiệp câu lạc bộ
So Nakagawa đã từng chơi cho Kashiwa Reysol.